# Брукер, Чарли
Чарльтон Чарли Брукер (род. 3 марта 1971, Рединг, графство Беркшир, Англия, Великобритания) — британский писатель-сатирик и телеведущий. Работал на телевидении, радио, а также в печатных и интернет-СМИ.
Помимо сценариев к программам Brass eye, The 11 O’Clock Show и Nathan Barley, Брукер также создал несколько телевизионных шоу, в их числе Screenwipe, Gameswipe, Newswipe, Weekly Wipe, и 10 O’Clock Live. Его перу принадлежит хоррор-драма Тупик, состоящая из пяти частей, которая в 2009 году была номинирована на премию BAFTA в номинации «лучший драматический сериал». Брукеру также принадлежит идея создания и сценарий сериала «Чёрное зеркало». Кроме того, он пишет критические заметки для Guardian и на данный момент[когда?] является одним из четырёх креативных директоров продюсерской компании Zeppotron.
Резкое, жестокое, грубое и зачастую провокационное чувство юмора Брукера часто сочетается с элементами сюрреализма и неизменным сатирическим пессимизмом. Творчество Чарли Брукера отмечено рядом наград: в 2009 году он получил премию Колумнист Года от British Press Awards, в 2010 году его шоу Newswipe получило премию Royal Television Society как «лучшая развлекательная программа». К его достижениям также относятся три премии British Comedy Awards: «лучший дебют» в 2009 году, «лучшее развлекательное шоу» за Newswipe в 2011 году, и «лучший комик» в 2012 году.

## Детство и юность
Чарли Брукер родился в городе Рединг в графстве Беркшир, и провел детство в деревушке Брайтвел-кам-Сотвел в Оксфордшире. Мальчик рос в квакерской семье, однако его воспитание нельзя было назвать строгим. Ещё в школе он начал писать и рисовать для комикса Oink!, который выпускался в конце 1980-х годов. Закончив Уоллингфордскую школу, он поступил в Политехнический институт Центрального Лондона (который через несколько лет стал Вестминстерским Университетом), где учился по направлению теория массовых коммуникаций, однако бакалавром так и не стал. По его словам, он не смог окончить образование из-за того, что его выпускная работа была посвящена видеоиграм, что не соответствовало требованиям университета.

## Карьера

### Печать
В 1990-х Брукер писал для журнала PC Zone. Помимо обзоров игр, он отвечал за комикс «Cybertwats» и колонку под названием «Sick Notes», где оскорблял любого обратившегося к нему читателя, и предлагал награду в 50 фунтов за «лучшее» письмо.
В феврале 1998 года из-за одного из рисунков Брукера журнал изъяли с полок британских газетных киосков. Его комикс под названием «Жестокий зоопарк Хельмута Верстлера» был задуман как реклама вымышленного тематического парка, созданного стереотипным «немецким психологом», для того, чтобы дети вымещали свой гнев на животных, а не на людях. Картинка сопровождалась отредактированными с помощью графического редактора фотографиями детей, которые молотками разбивают черепа обезьянам, прыгают на барсука с вилами, и заодно распиливают орангутана. Изначально, шутка должна была вызывать ассоциации с игрой Tomb Raider, известной своей жестокостью по отношению к животным, однако оригинальное название комикса «Зоопарк Лары Крофт» пришлось изменить по причинам правового характера. В октябре 2008 года Брукера и нескольких других бывших авторов пригласили написать обзор игры для двухсотого выпуска журнала, и Брукер выбрал Euro Truck Simulator.
В 2000 году Брукер стал автором колонки, посвященной обзору телепередач, в субботнем приложении The Guardian. Его колонка, озаглавленная «Screen Burn» просуществовала до октября 2010 года.
С конца 2005 он писал для пятничной колонки с заголовком «Предположим, что…» в приложении The Guardian G2. Здесь он спонтанно пускался в пространные размышления на самые различные темы, и отправной точкой неизменно служил вопрос «а что, если?». Начиная с октября 2006 года колонка стала занимать целую страницу, в неё входили фрагменты из TVGoHome и Игнопедии, ресурсов, представляющих собой несистематические сборники псевдо-статей, в основном на темы, предложенные читателями. В противовес Википедии, где статьи пишутся и редактируются тысячами пользователей, суть Игнопедии заключалась в том, что у неё один автор, причем обладающий более чем посредственными знаниями.

24 октября 2004 года он написал колонку, посвященную Джорджу Бушу и предстоящим президентским выборам в США, которая заканчивалась словами: 
Джон Уилкс Бут, Ли Харви Освальд, Джон Хинкли – где же вы, когда вы так нужны?
Статью убрали с сайта The Guardian, опубликовав извинения от лица Брукера. Впоследствии он так прокомментировал свое высказывание:
В конце своей колонки я всего лишь повторил очень старую и плохую шутку (переделал фразу с граффити, которое впервые увидел еще в тэтчеровские годы), и в считанные минуты половина интернета была убеждена что "Гардиан" официально призывает убивать президентов. Мой почтовый ящик завалили угрозами кровожадной расправы и было уже совсем не смешно, – будто рассказал на званом вечере пошлую шуточку, а тебе сказали, что ты вовсе не шутку рассказал, а малолетнее чадо хозяина растлил, и вот уже тебя пинают ногами, и пудинга тебе не видать. В общем бывали выходные и получше.
В 2010 году Брукер перестал писать для «Screen Burn». В своей заключительной колонке он отметил, насколько сложнее для него становится балансировать между своей ролью в традиционных СМИ и кинопроизводстве и амплуа язвительного критика, при этом оставаясь объективным по отношению к тем, с кем он работал и общался. Его колонку стала вести Грэйс Дент, которая долгое время числилась заменяющим автором. Брукер продолжил писать для The Guardian  на регулярной основе — одна из его последних статей появилась на страницах издания в мае 2015 года.

### Онлайн
С 1999 по 2003 год он писал контент для своего сатирического веб сайта TVGoHome, где регулярно публиковались вымышленные программы телепередач в формате, копирующим Radio Times. Проект сочетал в себе жестокую сатиру и сюрреалистический юмор, о нём упомянули в информационной рассылке Need To Know, посвященной технологиям. В 2001 году Fourth Estate опубликовали печатную версию сайта, а на британском цифровом телевидении на канале Е4 вышла в эфир его адаптация в виде телешоу.

### Телевидение
С 1999 по 2000 Брукер играл одного из экспертов («Знатока» в капюшоне) в шоу Games Republic, которые вели Тревор и Саймон на BskyB.
В 2000 Брукер писал сценарии для шоу на Channel 4, которое называлось The 11 O’Clock Show и выступал в качестве соведущего (в паре с Джией Милинович) в малобюджетной передаче канала BBC Knowledge, посвященной гаджетам и новым технологиям, которая называлась The Kit (1999—2000). В 2001 он участвовал в написании сценария специального выпуска пародийного шоу Brass Eye, посвященного педофилии.
В 2003 Брукер написал сценарий для одной из серий The Art Show на Channel 4. Эта серия, вышедшая в эфир под названием «Как смотреть телевизор», была снята в стиле социальной рекламы, и в некоторых фрагментах присутствовала анимация.
Вместе с Крисом Моррисом, создателем шоу Brass Eye, Брукер написал сценарий ситкома Nathan Barley, где имя главного героя и сюжет — отсылки к одной из вымышленных передач на сайте TVGoHome. В центре внимания шоу, которое вышло в эфир в 2005 году, жизнь нескольких лондонских «свободных художников». В том же году он участвовал в написании сценария для скетч-шоу Spoons, созданного компанией Zeppotron для Channel 4.

#### Цикл программWipe
В 2006 Брукер стал сценаристом и ведущим телесериала Charlie Brooker’s Screenwipe на BBC Four, где он критиковал телепередачи примерно в таком же стиле, как в своих колонках Screen Burn в The Guardian. После пилотного выпуска, программу продлили на второй сезон, и он вышел на экраны в конце года. Сезон состоял из 4 серий, не считая специальных выпусков, посвященных Рождеству и обзору событий за прошедший год. В 2007 за ним последовал третий и четвёртый сезоны, а в 2008 пятый. Беспрецедентный успех шоу подтверждает тот факт, что его повторно показали в прайм-тайме на эфирном телевидении (BBC Two), в январе 2009 года.
Серии состояли из двух частей: в первой показывали фрагменты из популярных телешоу — как вполне традиционных, так и маргинальных — перемежающиеся кадрами, где Брукер, сидя в своей гостиной, остроумно комментирует происходящее. Во второй части Брукер не менее язвительно объясняет, как работает та или иная сфера телевидения. В шоу время от времени появлялись фрагменты анимации, созданные Дэвидом Фертом, воплощались идеи приглашенных гостей — например, Тим Ки зачитывал свои стихотворения. Также приглашали зрителей, чтобы те в специальной рубрике рассказали, почему им так нравится та или иная телепередача или телевизионный жанр.
Брукер постоянно экспериментировал с Screenwipe, в отдельных выпусках мог сосредоточиться на определённой теме — например американском телевидении, новостях, рекламе или программах для детей. Так, для одного из эпизодов Брукер на неделю присоединился к актёрскому составу детского телешоу Toonattik изображая «Сердитого диктора». Пожалуй, самой далекой от привычного формата была серия, посвященная сценарному делу, где Брукер взял интервью у самых выдающихся британских сценаристов.
Продолжение сотрудничества с The Guardian принесло плоды в виде шоу Newswipe, где в центре внимания снова оказались актуальные новости и репортажи международных новостных агентств. Первый сезон вышел на BBC Four 25 марта 2009 года, а второй 19 января 2010. В 2009 Брукер также написал сценарий для специального эксклюзивного выпуска под названием Gameswipe, посвященного видеоиграм.
В декабре 2010 на экраны вышел полнометражный фильм Брукера 2010 Wipe, где обозревались события минувшего года. Традиция ежегодных декабрьских выпусков сохраняется и по сей день, последний такой эпизод вышел в эфир 30 декабря 2015 года.
В 2011 на BBC Two вышел документальный сериал How TV Ruined Your Life.
31 января 2013 на канале BBC Two в эфир впервые вышло еженедельное шоу Charlie Brooker’s Weekly Wipe. Оно сочетало в себе элементы Screenwipe и Newswipe, здесь были рубрики, посвященные актуальным новостям, телешоу и фильмам. Помимо постоянного состава, в обсуждении последних новостей часто принимали участие гости. Шоу продлили ещё на два года. 6 мая 2015 на экранах появился специальный часовой выпуск, посвященный событиям, предшествующим Парламентским выборам в Великобритании в 2015 году.
Обычно он заканчивает свои передачи характерным «Спасибо за то, что были с нами. А теперь валите».

#### Тупик
Брукер написал сценарий для мини-сериала «Тупик», в котором действие разворачивается в реалити-шоу «Большой брат». Сериал, выпущенный компанией Zeppotron, начал транслироваться на канале E4 в октябре 2008 года, в канун Хэллоуина.
В своем интервью MediaGuardian.co.uk Брукер отметил, что в сериале присутствуют «как известные, так и не очень известные лица» и «„Тупик“ очень отличался от моих предыдущих работ, и я надеюсь, что конечный результат будет в равной степени удивлять, развлекать и ужасать». Он добавил, что давно был поклонником фильмов ужасов и его новый сериал «вряд ли можно назвать комедией».
Джейми Уинстон снялась в сериале в роли помощника на съёмочной площадке реалити-шоу, а ведущая Большого брата Давина Макколл сыграла саму себя. Тупик был номинирован BAFTA в номинации Лучший драматический сериал.

#### Чёрное зеркало
Первый сезон сериала «Чёрное зеркало», состоящий из трех эпизодов, вышел в эфир канала Channel 4 в декабре 2011 года. Критики встретили его положительно. Будучи создателем шоу, Брукер также выступил в качестве главного сценариста, а вторую серию первого сезона («15 миллионов заслуг») он написал в соавторстве со своей женой Конни Хак.
Сериал был создан при поддержке продюсерской компании Zeppotron для голландской компании Endemol. Говоря о содержании и композиции сериала, Брукер отмечает, что «в каждой серии перед нами новые люди, новое место действия, даже новая реальность. Но всё это в двух шагах от привычной нам реальности, и стоит нам оступиться — последствия не заставят себя ждать».
В своем пресс релизе Endemol называет сериал удачной смесью Сумеречной зоны и Непридуманных историй, где удалось подхватить тревожные настроения, царящие в современном мире, а также передать чувство паранойи и страха перед техникой. Channel 4 назвал первую серию «закрученной аллегорией для поколения Твиттера».
Выбор названия Брукер объяснил The Guardian следующим образом «Если технологии — это наркотик, то какими будут побочные эффекты? „Чёрное зеркало“ — та самая грань между удовольствием и его последствиями. „Чёрные зеркала“ вокруг нас, куда ни глянь: на каждой стене, на каждом столе, в каждой руке: прохладный блестящий экран вашего телевизора, монитора, смартфона».
Некоторые журналисты, например политический обозреватель Крис Силиза, в своей статье в Вашингтон пост отмечает сходство хода президентской кампании Дональда Трампа с сюжетом серии Момент Валдо. В сентябре 2016 года и сам сценарист высказался в поддержку этого сравнения и предсказал победу Трампа на президентских выборах 2016 года.

#### Другие работы на телевидении и выступления
Чарли Брукер вместе с Даниэлем Майером написал для Sky1 сценарий пародийной криминальной драмы под названием A Touch of Cloth, которая вышла на экраны 26 августа 2012 года.
Он участвовал в съёмках четырёх эпизодов популярной телевикторины Have I Got News for You, где участники обсуждают последние новости. Брукер также снимался в следующих шоу: 8 Out of 10 Cats, The Big Fat Quiz of the Year 2009, Never Mind the Buzzcocks и Would I Lie To You? В декабре 2006 года он выступил с обзором двух игр, созданных ведущими VideoGaiden, на их шоу, а ещё у него была эпизодическая роль в документальном сериале Games Britannia, где он размышлял о росте популярности компьютерных игр.
Брукер писал сценарии для скетч-шоу Rush Hour на BBC Three.
В 2009 году Брукер начал вести телевикторину You Have Been Watching, на Channel 4. Это шоу, где обсуждалось телевидение, продлили ещё на год.
6 мая 2010 года, Чарли Брукер был соведущим на шоу в ночь выборов на Channel 4, вместе с Дэвидом Митчеллом, Джимми Карром и Лорен Лаверн. Многочасовая программа включала в себя обращения Брукера, некоторые из которых были сделаны в прямом эфире, однако большая часть была записана. В частности, в телемарафон входил специальный выпуск You Have Been Watching о выборах, и два небольших фрагмента в стиле Screenwipe (единственное отличие заключалось в том, что Брукер сидел не в своей гостиной). Для Брукера опыт выступления в прямом эфире оказался настолько пугающим, что во время трансляции он «чуть не описался». Спин-офф этого шоу с участием тех же четырёх ведущих, 10 O’Clock Live, вышел в эфир в январе 2011 года.
Брукер был ведущим шоу How TV Ruined Your Life, первый эпизод которого вышел в январе 2011 года.
4 декабря 2020 Чарли Брукер в своём твиттере опубликовал тизер предстоящего фильма о событиях 2020 года. 27 декабря 2020 года на стриминговой площадке Netflix вышел фильм в жанре мокументари с названием Death to 2020. Сценаристом данного фильм является Брукер.

### Радио
Начиная с 11 мая 2010 года, Брукер вел радиопередачу о неудачниках So Wrong It’s Right на BBC Radio 4, где приглашенные гости состязались, придумывая самые ужасные идеи для бизнеса и пытаясь дать «как можно более неправильный» ответ на вопрос. Гости также предавались воспоминаниям, рассказывая о своих собственных неудачах и жалуясь на жизнь в раунде под названием «Гадкий новый мир». Среди гостей шоу были Дэвид Митчелл, Ли Мак, Джози Лонг, Фрэнк Скиннер, Хелен Зальцман, Холли Уолш, Грэм Линхэн и Ричард Херринг. Второй сезон вышел в эфир 10 марта 2011 года. Третий — в мае 2012 года. В качестве музыкальной темы шоу, как и в Screenwipe, звучит один из треков группы Grandaddy (А. М. 180) из альбома Under the Western Freeway, в случае с So Wrong It’s Right это песня Summer Here Kids.

## Личная жизнь
Брукер сделал предложение бывшей ведущей Blue Peter Конни Хак через девять месяцев после того, как они познакомились на съемках одной из серий Screenwipe. Они поженились 26 июля 2010 года в одной из популярных среди знаменитостей свадебных часовен в Лас-Вегасе, в штате Невада. Их первый ребёнок, Кови, родился в 2012 году, а второй сын, Гексли, в 2014 году.
Чарли Брукер атеист и даже написал главу для книги Руководство по празднованию Рождества для атеистов, но из-за своей семьи и воспитания он также называет себя квакером.

## Награды
В 2009 году British Press Awards присудили Брукеру титул «колумнист года» за колонку в Guardian. В жюри его стиль назвали острым, занимательным и сюрреалистичным, способным перевернуть мышление читателя с ног на голову.

## Публикации
- TV Go Home, 2001 (rescanned reprint in 2010) (ISBN 1-84115-675-2)
- Unnovations, 2002 (rescanned reprint in 2011) (ISBN 1-84115-730-9)
- Screen Burn, 2004 (ISBN 0-571-22755-4)
- Dawn of the Dumb: Dispatches from the Idiotic Frontline, 2007 (ISBN в 9780571238415)
- The Hell of it All, 2009 (ISBN 9780571229574)[61]
- I Can Make You Hate, 2012 (ISBN 0-571-295-029)